# شتات مصري
شتات مصر أو الشَّتَاتُ المِصْرِيُّ هاجر المصريون إلى دول أخرى عبر القرون، وبشكل خاص لدول الخليج، في ظروف مختلفة لكن غالباً لعوامل اقتصادية. لكن تشكّل مجتمع مصري حقيقي في الشتات لم يبدأ حتى ثمانينيات القرن الماضي، وقدّرت أعدادهم بحوالي 14 مليون.
ووفق دراسات أجرتها المنظمة الدولية للهجرة، فالهجرة ظاهرة مهمة لتنمية مصر، فقد شارك نحو 2,7 مليون مصري في الخارج بتحويلات قدرها نحو 8 مليارات دولار سنة 2009، إضافة إلى التنمية البشرية والاجتماعية والاستثمارات.

## الإقامة
يقيم أغلب المهاجرين المصريين في الدول العربية (≈70٪)، في السعودية نحو 1,470,000، وبالأردن نحو 900 ألف، وبليبيا نحو 350 ألف، وبالكويت نحو 486,650 ألف، وتسكن أغلبية الـ30٪ الأخرى في أوروبا وأمريكا الشمالية، نحو 1.8 مليون بالولايات المتحدة أغلبهم في ولاية كاليفورنيا الأمريكية 700 ألف مصري، و450 ألف بكندا، و630 ألف مصري بإيطاليا بأكبر عدد في أوروبا، يليها فرنسا بنحو 400 ألف مصري، ثم إنجلترا بنحو 64 ألف مصري.
كما تتواجد جالية كبيرة في أستراليا. من ينتقل إلى الدول الغربية ينوي الإقامة هناك بشكل دائم، بخلاف المهاجرين إلى الدول العربية الذين ينوون الرجوع إلى مصر في الغالب.
كانت هجرة أصحاب الشهادات من أجل العمل نادرة قبل عهد مبارك، فقد هاجر أوّل فوج بعد 1952 بسبب ضغوط سياسية واجتماعية واقتصادية، وتلاهم فوج ثان وثالث بعد تزايد أسعار النفط في السبعينيات، لكن لم تبدأ الهجرة بأعداد كبيرة حتى أواخر الثمانينيات.

## تحديات
يواجه المصريين في دول الجوار العربي تحديات إضافية، من سوء معاملة واستغلال، وفق منظمة حقوق الإنسان المصرية ووسائل إعلامية. كما أعرب مواطنو الدول المستضيفة عن قلقهم إزّاء «تمصير» اللهجات والثقافات الأصلية، الذي نتج عن بروز المصريين في التعليم.

## التواصل والمشكلات
وفق دراسة للمنظمة الدولية للهجرة حول الجاليات المصرية في الولايات المتحدة وبريطانيا والكويت، يزور نحو 70٪ من المصريين موطنهم الأصلي مرة واحدة على الأقل كل سنة، ويتابع نحو 80٪ من مصريي المهجر الأحداث في مصر، كما يشترك الربع في منظمات مصرية أو عربية أو إسلامية أو قبطية. ويشتكي نصفهم من نقص خدمات القنصلية، وأبدى 46٪ قلقه من ذوبان الجيل الصاعد في ثقافة الدولة المستضيفة، وأعرب 24٪ عن الحاجة لزيادة التعاون الثقافي مع مصر، واشتكى 20٪ من عدم القدرة على التصويت في الخارج، واشتكى 6٪ من مشاكل متعلقة بأداء الخدمة العسكرية.
ويعارض بعض المصريين في الداخل ما يدّعون أنّه «نفوذ سعودي» يغزو ثقافتهم بسبب تدفق الاستثمارات السعودية في مجال الإعلام في مصر. وكادت الحرب مرتين أن تنشب بين مصر وليبيا بسبب المعاملة السيئة للعمال المصريين في ليبيا في عهد القذافي بعد توقيع السادات على معاهدة كامب ديفيد. كما واجهت العمالة المصرية في العراق تحت صدام حسين التهجم والترحيل بعد نهاية حرب الخليج الثانية.